# 李珣 (正德進士)
李珣（1489年—？），字五瑞，號琢菴，山東東昌府清平縣人，軍籍，明朝政治人物。

## 生平
正德八年（1513年）癸酉科山東鄉試第三十七名舉人，十二年（1517年）中式丁丑科會試第八十五名，二甲第九十九名進士。吏部觀政，授戶部主事，改兵部主事，升員外郎、郎中，出為鎮江府知府，升陝西按察司副使，改遼東苑馬寺卿，嘉靖十八年（1539年）九月升陝西按察使，卒於官。

## 家族
曾祖李榮；祖父李江；父李紳。母陳氏；繼母宗氏。具慶下。弟李環、李珮、李瓊、李瑤。